# Hoenpolder
De Hoenpolder is een voormalig waterschap in de provincie Groningen.
De kleine polder met slechts twee ingelanden, was gelegen binnen Midden-Groningen en was omgeven door de huidige straten: Beethovensingel (en het verlengde daarvan tot de spoorlijn), de spoorlijn, de Kalkwijk, de Mozartlaan en de Kerkstraat. De molen stond in het noorden van het schap, dicht bij de kruising van de Beethovensingel en de Schubertlaan. Dee sloeg uit op een wijk van het Kalkwijkerdiep. De gronden behoorden op 1,76 ha na aan één eigenaar. De andere eigenaar betaalde hem ƒ 3,– jaarlijks voor de bemaling.
Waterstaatkundig gezien ligt het gebied sinds 2000 binnen dat van het waterschap Hunze en Aa's.

## Naam
De naam van het waterschap verwijst naar het nabij gelegen Hoendiep. Voor een verklaring van díé naam, zie aldaar.